# トヨタ・ピクニック
ピクニック（PICNIC）は、日本の自動車メーカー、トヨタ自動車によって製造・販売されたミニバン型乗用車である。

## 概要
同社のミニバン型乗用車、イプサムの欧州仕様車にあたる。2列/3列シート（2、2-3、2）を設定しており、後2列は取り外し可能で、トランク容量を拡大できる。3列シート装備車のトランク容量は180Lに減少するが、3列シート非装着車のトランク容量は580Lに増加する。乗車定員は6名/7名を設定し、ドア枚数は5枚である。
広大なインテリアとシートデザインにより、家族旅行等に適している。運転席と助手席の安全性は、エアバッグ2個とアンチロック・ブレーキ・システムの標準装備により高く評価される（5点満点中4点）。なお、サイドエアバッグは設定されず、この点では他車に劣る。

## 初代 XM10型（1996年 - 2001年）
- 1996年9月、欧州市場においてデビュー。エンジンは128PS（94kW）の2.0L 3S-FE型のみの設定であった。
- 1999年、90PS（66kW）の2.2L 3C-TE型ターボディーゼルが追加設定される。
- 1999年、ドイツ市場において販売台数4000台を記録。
- 2001年5月、生産終了。後継車はアベンシスヴァーソとなる。